# Mateusz Pluta (kickbokser)
Mateusz Pluta (ur. 16 września 1991 r. we Wrocławiu) – polski zawodnik kick-boxingu oraz muay thai.
Jest Mistrzem Europy K-1 federacji WAKO z 2016r z Mariboru. Trzykrotnie był zdobywcą Pucharu Świata K-1. Uczestnik oraz srebrny medalista Światowych Igrzysk Sportowych The World Games. Jest zdobywcą brązowego medalu Mistrzostw Świata w 2017r. Sześciokrotnie zdobył tytuł Mistrza Polski w formułach K-1, muay Thai i low kick. Wieloletni członek Kadry Narodowej. 

## Osiągnięcia
- Złoty medal Pucharu Świata Hungarian Kickboxing World Cup w formule K-1 2017
- Złoty medal Pucharu Świata Austrian Classics w Kickboxingu w formule K-1 2017
- Srebrny medal Światowych Igrzysk Sportowych The World Games w Kickboxingu w formule K-1 2017
- Brązowy medal Mistrzostw Świata w Kickboxingu w formule K-1 2017
- Mistrz Europy w Kickboxingu w formule K-1 2016
- Mistrz Polski w Kickboxingu w formule K-1 2016
- Srebrny medal Mistrzostw Polski w Kickboxingu w formule K-1 2015
- Złoty medal Pucharu Świata Austrian Classics w Kickboxingu w formule K-1 2015
- Mistrz Polski w Kickboxingu w formule K-1 2014
- Mistrz Polish Thaiboxing League 2013
- Brązowy medal Mistrzostw Polski w Kickboxingu w formule K-1 2013
- Srebrny medal Międzynarodowego Pucharu Polski w Kickboxingu w formule K-1 2013
- Mistrz Polski w Kickboxingu w formule Low-Kick 2013
- Złoty medal Pucharu Polski w Kickboxingu w formule K-1 2012
- Mistrz Polski Oriental Rules 2012
- Srebrny medal Mistrzostw Polski w Kickboxingu w formule Low-kick 2012
- Mistrz Polski Muay Thai 2011
- Srebrny medal Mistrzostw Polski Juniorów i Młodzieżowców w Kickboxingu w formule K-1 2010
- Brązowy medal Mistrzostw Polski Muay Thai 2008
- Srebrny medal Mistrzostw Polski Muay Thai 2009
- Srebrny medal Mistrzostwa Polski w Kickboxingu w formule Low-Kick 2009
- Srebrny medal Mistrzostwa Polski Juniorów i Młodzieżowców w Kickboxingu w formule Low-kick 2008
- Wiele wygranych walk na ligach sparingowych i galach charytatywnych
- Członek Kadry Narodowej od 2009r.
- Uczestnik międzynarodowych szkoleń i seminariów w kickboxingu i boksie